# Campeonato Mato-Grossense de Futebol de 2007
O Campeonato Mato-Grossense de Futebol de 2007 foi a 64ª edição do torneio estadual de Mato Grosso, aconteceu entre 3 de fevereiro e 25 de maio e reuniu doze equipes. A equipe campeã do campeonato foi a Cacerense, de Cáceres.

## Participantes
- Barra Esporte Clube (Barra do Garças)
- Cacerense Esporte Clube (Cáceres)
- Clube Esportivo Dom Bosco (Cuiabá)
- Grêmio Esportivo de Jaciara (Jaciara)
- Sociedade Esportiva e Recreativa Juventude (Primavera do Leste)
- Luverdense Esporte Clube (Lucas do Rio Verde)
- Mixto Esporte Clube (Cuiabá)
- Operário Futebol Clube Ltda (Várzea Grande)
- Sinop Futebol Clube (Sinop)
- Sorriso Esporte Clube (Sorriso)
- União Esporte Clube (Rondonópolis)
- Sociedade Esportiva Vila Aurora (Rondonópolis)

## Premiação
| Campeonato Mato-Grossense de 2007 |
| Bandeira de Cáceres               |
| --------------------------------- |
| CACERENSE Campeão (1° título)     |